# NGC 5802
NGC 5802 је лентикуларна галаксија у сазвежђу Вага која се налази на NGC листи објеката дубоког неба.
Деклинација објекта је - 13° 55' 6" а ректасцензија 15h 0m 29,9s. Привидна величина (магнитуда) објекта NGC 5802 износи 14,2 а фотографска магнитуда 15,2. NGC 5802 је још познат и под ознакама NPM1G -13.0469, PGC 53601.